# Rhododendron luteum
El rododendre groc (Rhododendron luteum) és una espècie de planta del gènere dels rododendres que és planta autòctona del sud-est d'Europa i sud-oest d'Àsia. A Europa es troba des del sud de Polònia, a Àustria, els Balcans, i a l'est i sud de Rússia, i a Àsia al Caucas. La regió europea amb la major concentració de rododendre groc, però, és Ucraïna, en particular a Políssia, a les províncies o òblasts de Rivne i Jitòmir. També n'hi ha a les zones muntanyoses entorn al Mar Negre.
És un arbust caducifoli que fa uns 3 metres d'alt. Les flors fan 3-4 cm de diàmetre, de color groc brillant i molt perfumades en grups de 5-25. El fruit és una càpsula seca de 15-25 mm de llargada que conté moltes llavors.
El seu nèctar és tòxic, conté grayanotoxina; hi ha mencions a la seva toxicitat (i de la mel produïda) a la Grècia clàssica des del segle iv aC.

## Cultiu
Es fa servir com planta ornamental i com portaempelt per a cultivars de l'azalea.